# Jacob Ngwira
Jacob Ngwira (Lilongué, 17 de setembro de 1985) é um futebolista malauiano que atua como meia.

## Carreira
Jacob Ngwira representou o elenco da Seleção Malauiana de Futebol no Campeonato Africano das Nações de 2010.